# 塞尔焦·福尔门蒂
塞尔焦·福尔门蒂（義大利語：Sergio Formenti，1928年10月11日—），意大利男子曲棍球运动员。他曾代表意大利国家队参加1952年夏季奥林匹克运动会曲棍球比赛，获得第十一名。